# Auxis rochei rochei
Auxis rochei rochei is een ondersoort van de straalvinnige vissen uit de familie van de makrelen (Scombridae). De wetenschappelijke naam van de soort is voor het eerst geldig gepubliceerd in 1810 door Risso.